# I'm Your Baby Tonight
Albums de Whitney Houston
Whitney
(1987) The Bodyguard: Original Soundtrack Album
(1992)
I'm Your Baby Tonight est le troisième album studio de Whitney Houston.
Il sort en 1990 et marque la première collaboration de Whitney Houston avec les producteurs associés : L.A Reid and BabyFace.

Cet album connaît un grand succès international, même s'il se vend un peu moins que les deux précédents disques de la chanteuse. Il génère encore 2 titres classés numéro 1 : I'm Your Baby Tonight et All the Man That I Need.

## Titres
1. I'm Your Baby Tonight
2. My name is not Susan
3. All the Man That I Need
4. Lover for life
5. Anymore
6. Miracle
7. I belong to you
8. Who do you love
9. We didn't know (Duo avec Stevie Wonder)
10. After we make love
11. I'm knockin'

## Titres supplémentaires
1. Higher Love (sur la version japonaise de l'album)
2. Takin' a chance (sur la version japonaise de l'album)
3. Feels So Good (face 2 du maxi-simple I'm your baby tonight)
4. Dancin' On The Smooth Edge (face 2 du simple allemand de All the man that I need)

## Singles
- Takin a Chance ( Japon seulement)
- I'm Your Baby Tonight
- All the Man That I Need
- My Name Is Not Susan
- I Belong to You
- Miracle
- We Didn't Know (Duo avec Stevie Wonder)

## Certifications & Charts
| Pays                              | Position | Nombre de semaines | Certification | Ventes    |
| --------------------------------- | -------- | ------------------ | ------------- | --------- |
| Finlande                          | 1        | n/a                | Platine       | 40,000    |
| Autriche                          | 2        | 20                 | 2x Platine    | 80,000    |
| Suisse                            | 2        | 22                 | 2x Platine    | 80,000    |
| Suède                             | 3        | 8                  | Platine       | 40,000    |
| États-Unis Billboard 200          | 3        | 51                 | 4x Platine    | 4,000,000 |
| États-Unis Top R&B/Hip-Hop Albums | 1        | 53                 | 4x Platine    | 4,000,000 |
| Allemagne                         | 3        | n/a                | 3x Platine    | 600,000   |
| Pays-Bas                          | n/a      | n/a                | 3x Platine    | 200,000   |
| Royaume-Uni                       | 4        | 29                 | Platine       | 300,000   |
| Italie                            | 1        | n/a                | 5x Platine    | 500,000   |
| Espagne                           | 4        | n/a                | 3x Platine    | 300,000   |
| Australie                         | 9        | n/a                | Platine       | 100,000   |
| Afrique du Sud                    | 11       | n/a                | Platine       | 50,000    |
| Japon                             | 6        | n/a                | 2x Platine    | 500,000   |
| Canada                            | 8        | n/a                | 3x Platine    | 300,000   |
| France                            | 9        | n/a                | 2x Platine    | 400,000   |

Singles - Billboard ( États-Unis)
| Année | Single                    | Chart                              | Position |
| ----- | ------------------------- | ---------------------------------- | -------- |
| 1990  | "All the Man That I Need" | Hot R&B/Hip-Hop Singles & Tracks   | 1        |
| 1990  | "All the Man That I Need" | Billboard Hot 100                  | 1        |
| 1990  | "I'm Your Baby Tonight"   | Hot Adult Contemporary Tracks      | 7        |
| 1990  | "I'm Your Baby Tonight"   | Hot Dance Music/Club Play          | 17       |
| 1990  | "I'm Your Baby Tonight"   | Hot Dance Music/Maxi-Singles Sales | 13       |
| 1990  | "I'm Your Baby Tonight"   | Hot R&B/Hip-Hop Singles & Tracks   | 1        |
| 1990  | "I'm Your Baby Tonight"   | Billboard Hot 100                  | 1        |
| 1991  | "All the Man That I Need" | Hot Adult Contemporary Tracks      | 1        |
| 1991  | "I Belong to You"         | Hot R&B/Hip-Hop Singles & Tracks   | 10       |
| 1991  | "I'm Your Baby Tonight"   | Hot Adult Contemporary Tracks      | 12       |
| 1991  | "Miracle"                 | Hot Adult Contemporary Tracks      | 4        |
| 1991  | "Miracle"                 | Hot R&B/Hip-Hop Singles & Tracks   | 2        |
| 1991  | "Miracle"                 | Billboard Hot 100                  | 9        |
| 1991  | "My Name Is Not Susan"    | Hot R&B/Hip-Hop Singles & Tracks   | 8        |
| 1991  | "My Name Is Not Susan"    | Billboard Hot 100                  | 20       |
| 1992  | "We Didn't Know"          | Hot R&B/Hip-Hop Singles & Tracks   | 20       |